# Howrah (stacja kolejowa)
Howrah – stacja kolejowa w Howrah, w stanie Bengal Zachodni, w Indiach. Jest jedną z czterech dalekobieżnych stacji obsługujących Howrah i Kalkutę. Pozostałe stacje to: Sealdah, Shalimar i Kolkata. Howrah znajduje się na zachodnim brzegu rzeki Hooghly, połączona jest z Kalkutą przez most Howrah, który jest ikoną Kalkuty. Jest to druga najstarsza stacją i największy kompleks kolejowy w Indiach.